# Drop Dead (álbum)
Drop Dead es el primer y único álbum de estudio de la banda de hardcore punk Siege. El "álbum" original era un casete de demostración autopublicado con seis canciones grabadas en los estudios Radiobeat en Boston y producido por Lou Giordano. También hubo tres canciones grabadas para la compilación hardcore de Cleanse the Bacteria de Pushead. Cuando el álbum finalmente recibió un lanzamiento adecuado (es decir, no un bootleg) en CD por Relapse Records en 1994, las tres pistas de Cleanse the Bacteria se agregaron a las seis canciones originales de la cinta de demostración.

## Historia
Deep Six Records luego volvió a lanzar el álbum en formato de vinilo de 12" en 2004, con la lista de pistas idéntica a la reedición de Relapse, siendo las seis canciones originales con las mismas tres pistas de la compilación agregadas.
Estas nueve pistas fueron las únicas grabadas por Siege hasta que se reformaron en 1991 con Seth Putnam de Anal Cunt en las vocales y grabaron una cinta de demostración de la cual una canción, «Cameras», fue lanzada en 2004 en el álbum recopilatorio 13 Bands Who Think You're Gay. En esta sesión se grabaron un total de cuatro canciones, las últimas tres de las cuales no aparecieron hasta su lanzamiento en 2014 como Lost Session '91 en Patac Records.
Sin embargo, dos reediciones adicionales separadas del material original de Siege hechas en formato LP en 2006 y 2009 por el sello discográfico Deep Six contenían tres pistas adicionales, «Two-Faced», «Trained to Kill» y «Questions Behind the Wall». Estas pistas son canciones inéditas de las sesiones originales de Drop Dead en 1984. En 2015, Deep Six reeditó el álbum en formato LP, CD y casete, incluidas las tres pistas adicionales más una nueva canción de las sesiones originales, «F-Minus».

## Lista de canciones
| * Original 1984 release |                |          |  |
| N.º                     | Título         | Duración |  |
| 1.                      | «Drop Dead»    | 1:08     |  |
| 2.                      | «Conform»      | 2:33     |  |
| 3.                      | «Life of Hate» | 0:28     |  |
| 4.                      | «Starvation»   | 0:47     |  |
| 5.                      | «Armageddon»   | 0:26     |  |
| 6.                      | «Grim Reaper»  | 7:23     |  |

| * 1994 Relapse re-issue, 2004 Deep Six reissue |                |          |  |
| N.º                                            | Título         | Duración |  |
| 1.                                             | «Drop Dead»    | 1:08     |  |
| 2.                                             | «Conform»      | 2:33     |  |
| 3.                                             | «Life of Hate» | 0:28     |  |
| 4.                                             | «Starvation»   | 0:47     |  |
| 5.                                             | «Armageddon»   | 0:26     |  |
| 6.                                             | «Walls»        | 1:20     |  |
| 7.                                             | «Sad but True» | 1:17     |  |
| 8.                                             | «Cold War»     | 1:36     |  |
| 9.                                             | «Grim Reaper»  | 7:23     |  |

| * 2006 Deep Six reissue |                   |          |  |
| N.º                     | Título            | Duración |  |
| 1.                      | «Drop Dead»       | 1:08     |  |
| 2.                      | «Conform»         | 2:33     |  |
| 3.                      | «Life of Hate»    | 0:28     |  |
| 4.                      | «Starvation»      | 0:47     |  |
| 5.                      | «Armageddon»      | 0:26     |  |
| 6.                      | «Walls»           | 1:20     |  |
| 7.                      | «Sad but True»    | 1:17     |  |
| 8.                      | «Cold War»        | 1:36     |  |
| 9.                      | «Two-Faced»       | 2:41     |  |
| 10.                     | «Trained to Kill» | 0:33     |  |
| 11.                     | «Grim Reaper»     | 7:23     |  |

| * 2009 Deep Six reissue |                             |          |  |
| N.º                     | Título                      | Duración |  |
| 1.                      | «Drop Dead»                 | 1:08     |  |
| 2.                      | «Conform»                   | 2:33     |  |
| 3.                      | «Life of Hate»              | 0:28     |  |
| 4.                      | «Starvation»                | 0:47     |  |
| 5.                      | «Armageddon»                | 0:26     |  |
| 6.                      | «Walls»                     | 1:20     |  |
| 7.                      | «Sad but True»              | 1:17     |  |
| 8.                      | «Cold War»                  | 1:36     |  |
| 9.                      | «Questions Behind the Wall» | 2:50     |  |
| 10.                     | «Grim Reaper»               | 7:23     |  |

| * 2015 Deep Six reissue (30th anniversary edition) |                             |          |  |
| N.º                                                | Título                      | Duración |  |
| 1.                                                 | «Drop Dead»                 | 1:08     |  |
| 2.                                                 | «Conform»                   | 2:33     |  |
| 3.                                                 | «Life of Hate»              | 0:28     |  |
| 4.                                                 | «Starvation»                | 0:47     |  |
| 5.                                                 | «Armageddon»                | 0:26     |  |
| 6.                                                 | «Grim Reaper»               | 7:23     |  |
| 7.                                                 | «Sad but True»              | 1:17     |  |
| 8.                                                 | «Walls»                     | 1:20     |  |
| 9.                                                 | «Cold War»                  | 1:36     |  |
| 10.                                                | «Two-Faced»                 | 2:41     |  |
| 11.                                                | «Trained to Kill»           | 0:33     |  |
| 12.                                                | «Questions Behind the Wall» | 2:50     |  |
| 13.                                                | «F-Minus»                   | 1:26     |  |